# Âncora
Uma âncora é um dispositivo, normalmente feito de metal, usado para conectar uma embarcação ao leito de um corpo d'água para evitar que a embarcação se desvie devido ao vento ou correnteza. A palavra deriva do latim ancora, que também vem do grego ἄγκυρα (ankura).
As âncoras podem ser temporárias ou permanentes. Âncoras permanentes são usadas na criação de uma amarração e raramente são movidas; normalmente é necessário um serviço especializado para movê-las ou mantê-las. Os navios carregam uma ou mais âncoras temporárias, que podem ser de desenhos e pesos diferentes.
Uma âncora marítima é um dispositivo de arrasto, que não está em contato com o fundo do mar, usado para minimizar a deriva de uma embarcação em relação à água. Uma âncora flutuante é um dispositivo de arrasto usado para desacelerar ou ajudar a conduzir uma embarcação que está correndo antes de uma tempestade em um mar seguinte ou de ultrapassagem, ou ao cruzar uma barra em um mar revolto.